# San Diego (municipalité)
Pour les articles homonymes, voir San Diego (homonymie).
San Diego est l'une des quatorze municipalités de l'État de Carabobo au Venezuela, et aussi l'une des 5 municipalités de la ville de Valencia. Son chef-lieu est San Diego. En 2011, la population s'élève à 93 257 habitants.

## Géographie

### Subdivisions
La municipalité est constituée d'une seule paroisse civile avec à sa tête, sa capitale (entre parenthèses) : 
- San Diego (San Diego).